# Вулкаций Руфин
Вулкаций Руфин (лат. Vulcacius Rufinus) — государственный деятель Римской империи середины IV века, консул 347 года, член династии Константина.

## Биография
Занимал множество постов в государстве и обладал большим авторитетом. На протяжении своей карьеры был понтификом, консуляром Нумидии, комитом при консистории (скорее всего, Константа, но, возможно, и Констанция II), комитом Востока. В 344—347 годах был префектом претория Италии. В 347 году был удостоен консулата вместе с Флавием Евсевием. В том же 347 году был сделан префектом претория Иллирика. Он не был смещён со своего поста узурпатором Магненцием, когда тот захватил власть на Западе, и был отправлен в качестве посла к Констанцию II — вместе с Марцеллином, Максимом и Нунехием — и единственный из них не был тем арестован. Более того, он продолжил свою службу на посту префекта Иллирика и после вытеснения Магненция из префектуры, до 352 года. А в 354 году, после окончательного поражения и самоубийства Магненция, некоторое время был префектом Галлии. Констанций сместил его из-за его родства с опальным Цезарем Галлом. Аммиан Марцеллин так описывал эти события:

«…собравшаяся в полном составе в Кабиллоне армия, тяготясь продолжительной задержкой, приходила во всё большее возбуждение, тем более, что не хватало провианта, так как обычный подвоз был задержан. Из-за этого тогдашний префект претория Руфин подвергся смертельной опасности. Ему было приказано лично отправиться к войскам, которые находились тогда в крайнем возбуждении вследствие недостатка продовольствия, и вообще всегда выказывают, словно по исконному обычаю, дерзость и грубость в отношении гражданских властей; он должен был успокоить их и объявить, какие причины вызвали замедление доставки хлеба. Имелся тут хитрый умысел, а именно: погубить этим коварным способом дядю Галла, чтобы он, человек весьма влиятельный, не мог оказать тому поддержки в его преступных замыслах».

Однако этот план был отложен, и к армии с большой суммой денег отправился фаворит Констанция, препозит царской опочивальни Евсевий. Руфин, тем не менее, был смещён с поста префекта.
Он вновь стал префектом, на этот раз Италии, Африки и Иллирика, в 365 году, после прихода к власти императора Валентиниана I и занимал эту должность вплоть до своей смерти в 368 году.
Известно, что Руфин был патроном Тимгада. У него был дом в Риме на Квиринале.
Братом его был Нераций Цереал, консул 358 года, а сестрами — Галла, мать Цезаря Галла и неизвестная по имени мать Максима, префекта Рима в 361—362 годах. Вулкаций Руфин был язычником.
Аммиан Марцеллин дал ему такую характеристику:

«… Вулкаций Руфин, человек во всех отношениях отличный, авторитет которого славно возвышала его почтенная старость, но который никогда не упускал удобного случая поживиться, если можно было надеяться, что это останется в тайне».